# نونو مينيديس
نونو مينيديث (توفي 1071) هو كونت البرتغال من عائلة ڤيمارا بيريز هو كونت الأخير من المقاطعة الأولى لكونتية البرتغال هو نجل الكونت مينيدو نونس ابن الكونت نونو ألفيتيز و الكونتيسة إيلدوارا مينيديس ابن الكونت ألفيتو نونس.
طالب بالمزيد من الحكم الذاتي لـ برتغال مما أدى إلى مواجهة بينه وبين الملك الجديد غارسيا الثاني ملك جليقية ابن فرناندو الأول ملك ليون وقشتالة و سانشا الليونية , والمطالبة بلقب ملك البرتغال, في 18 فبراير 1071خاضا معركة بيدروسو التي لقى فيها حتفه وخرج غارسيا ومعه لقب ملك البرتغال والذي يعتبر أول من استخدمه بجانب ملك جليقية, ودُرجت المقاطعة في التيجان مباشرةً.
تزوج من جونسينا, وكان لديهم على الأقل أبنة واحدة أوريفيليدو «لوبا» نونيز التي تزوجت من الكونت سيسناندو دافيدث وهي والدة إلبيرة سيسنانديس التي تزوجت الكونت مارتيم مونيز ابن فروماريغويس مونيو ونجح سيسناندو في حكم مقاطعة كويمبرا عام 1064.